# Pollanisus apicalis
Pollanisus apicalis – gatunek motyla z rodziny kraśnikowatych i podrodziny Procridinae.
Gatunek ten został zaobserwowany w Australii w następujących stanach: Tasmania, Queensland, Nowa Południowa Walia, Australia Południowa, Wiktoria oraz w Australijskim Terytorium Stołecznym.
Długość przedniego skrzydła: samce 7,5–9,5 mm, samice 7,5–8,5 mm. Dorosłe osobniki mają pierwszą parę skrzydeł ciemnozieloną z metalicznym połyskiem, a drugą parę szarą. Gąsienice są włochate, zasadniczo jasnozielone z białym paskiem na grzbiecie.
Motyle te latają za dnia, żywiąc się nektarem, zwłaszcza kwiatów kocanek (Helichrysum). Larwy żerują na roślinach gatunku Hibbertia obtusifolia oraz Hibbertia virgata.